# Tramway de Vitoria-Gasteiz
 (juillet 2012).
Si vous disposez d'ouvrages ou d'articles de référence ou si vous connaissez des sites web de qualité traitant du thème abordé ici, merci de compléter l'article en donnant les références utiles à sa vérifiabilité et en les liant à la section « Notes et références ».
Le tramway de Vitoria-Gasteiz est exploité par EuskoTran. Les travaux ont commencé le 12 septembre 2006 ; le tramway est entré en service le 23 décembre 2008 à 12 h 00. Il relie les quartiers les plus éloignés de Vitoria avec le centre-ville de cette dernière, au moyen d'une ligne de tramway avec deux branches qui permet à tous ses usagers d'arriver aux quartiers d'Ibaiondo, Lakua et Abetxuko en 15 minutes depuis le centre de la ville. Les premiers essais ont commencé le 6 octobre 2008, dans la rame d'Ibaiondo. La rame Abetxuko sera inaugurée quelques mois plus tard.

## Le projet
Le projet initial date de 1995, année où le Gouvernement basque a offert à l'exécutif municipal un projet de tramway semblable à celui qui est maintenant en fonctionnement. Le rejet social et le manque de consensus dans le conseil municipal de Vitoria-Gasteiz ont empêché alors sa construction. Neuf années plus tard, un nouveau projet plus ambitieux a obtenu l'approbation de tous les partis politiques, qui n'ont pas douté en soutenant la construction du nouveau moyen de transport.
L'approbation définitive du projet du plan du tramway a eu lieu le 3 mars 2004. Il aura un coût proche des 100 000 000 euros et un parcours total approchant les 9 km. Le Département Transports et Travaux Publics du Gouvernement basque (Transportes et d'Obras Públicas du Gobierno Vasco) a lancé un appel d'offres pour les travaux de la première phase en mai 2006, branche centre ville et Lakua, pour un budget de 27 000 000 euros. 14 entreprises étaient prêtes à lancer les travaux dans un délai inférieur à 24 mois. À la fin, l'union temporaire de cinq d'entre elles a obtenu le chantier de cet appel d'offres.
À la fin du premier trimestre de 2008, les tronçons d'Arriaga et Abetxuko sont attribués et en avril on a entamé les travaux de ce plan. Fin 2008, les premières unités de tramway (de 31 m de longueur chacune) ont commencé à faire leur entrée dans les garages de la ville. Les essais ont commencé le 6 octobre dans une partie de voies dans le quartier d'Ibaiondo.
Le tramway de Vitoria-Gasteiz a été inauguré le 23 décembre 2008 par le Lehendakari Juan José Ibarretxe, entre autres personnalités remarquables. Son premier voyage commercial a démarré à 12h00 de ce même jour.
La mise en service de ce tramway a engendré une restructuration du réseau bus, ce qui a entraîné la modification, voire la suppression de plusieurs lignes, dirigées par la mairie. On notera la fin de la ligne 13 en décembre et les lignes 3 et 12 raccourcies le 10 juillet. Les utilisateurs de ces lignes ont déposé des plaintes.

## L'infrastructure

### Le parcours

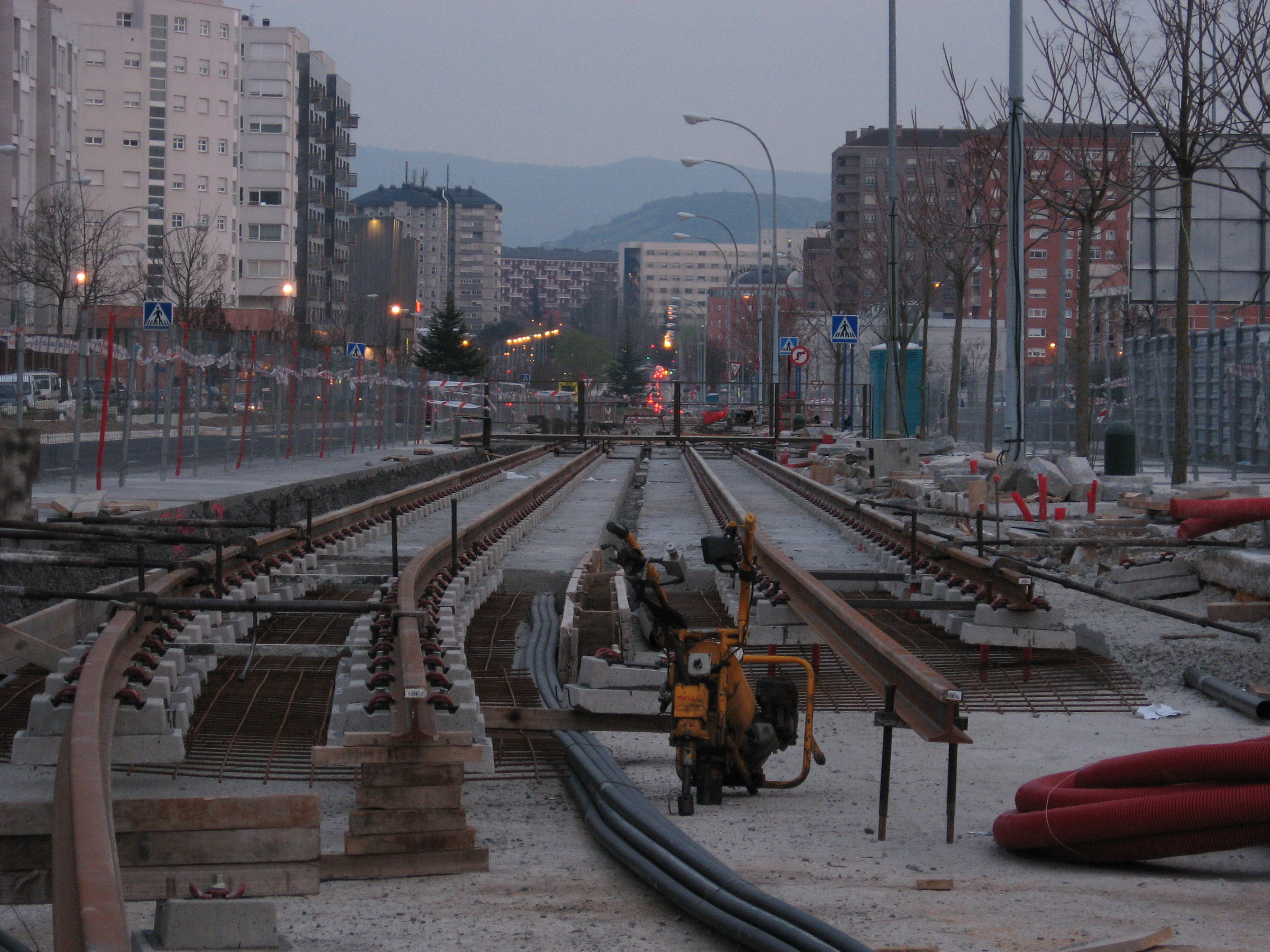
Pose des voies de tramway dans le quartier de Lakua.

Les rames commencent leur trajet à la calle Angulema, située au centre de la ville. Elles poursuivent ensuite leur itinéraire par les calles  Independencia, General Álava, Becerro de Bengoa, Magdalena ainsi que par la plaza Lovaina. Elles continuent en empruntant l'Avenida Sancho el Sabio, Avenida Gasteiz, calle Honduras et atteignent plaza América Latina où se trouve l'arrêt Honduras. Cet ensemble constituent le tronc commun (tramo común en espagnol).
Lorsque les rames ont atteint la station du Honduras, deux solutions se présentent : 
- Elles peuvent tout d'abord s'engager sur la branche de Lakua. À partir de la Plaza de América Latina (Honduras), les tramways parcourent le Boulevard de Euskal herria, puis la calle Duc de Wellington. Elles aboutissent au terminus dans la calle Landaberde. Sur cette branche, on trouve également le centre de maintenance et le dépôt de la ligne.
- Une seconde branche, Abetxuko-Arriaga peut être également empruntée. Après la station Honduras, les rames parcourent les calles Portal de Foronda et Juntas Generales, assurant ainsi la desserte du quartier d'Arriaga. Elles continuent ensuite sur la calle Portal de Arriaga, s'engagent sur le pont traversant le Zadorra et atteignent peu après le terminus d'Abetxuko.

### Les lignes
Le 23 décembre 2008 est inaugurée la première ligne du tramway de Vitoria-Gasteiz. Elle emprunte le tronc commun ainsi que la branche de Lakua. Elle relie donc la station d'Angulema à Ibaiondo. La ligne fut prolongée au sud le 15 février 2020 à la station Unibertsitatea/Universidad.
La ligne empruntant le tronc commun et la branche d'Abetxuko, a, elle, été ouverte le 10 juillet 2009. Elle reliait dans un premier temps la station Angulema à Kañabenta. Elle fut ensuite prolongée au nord à la station Abetxuko le 2 septembre 2012.

### Conception

#### Les stations

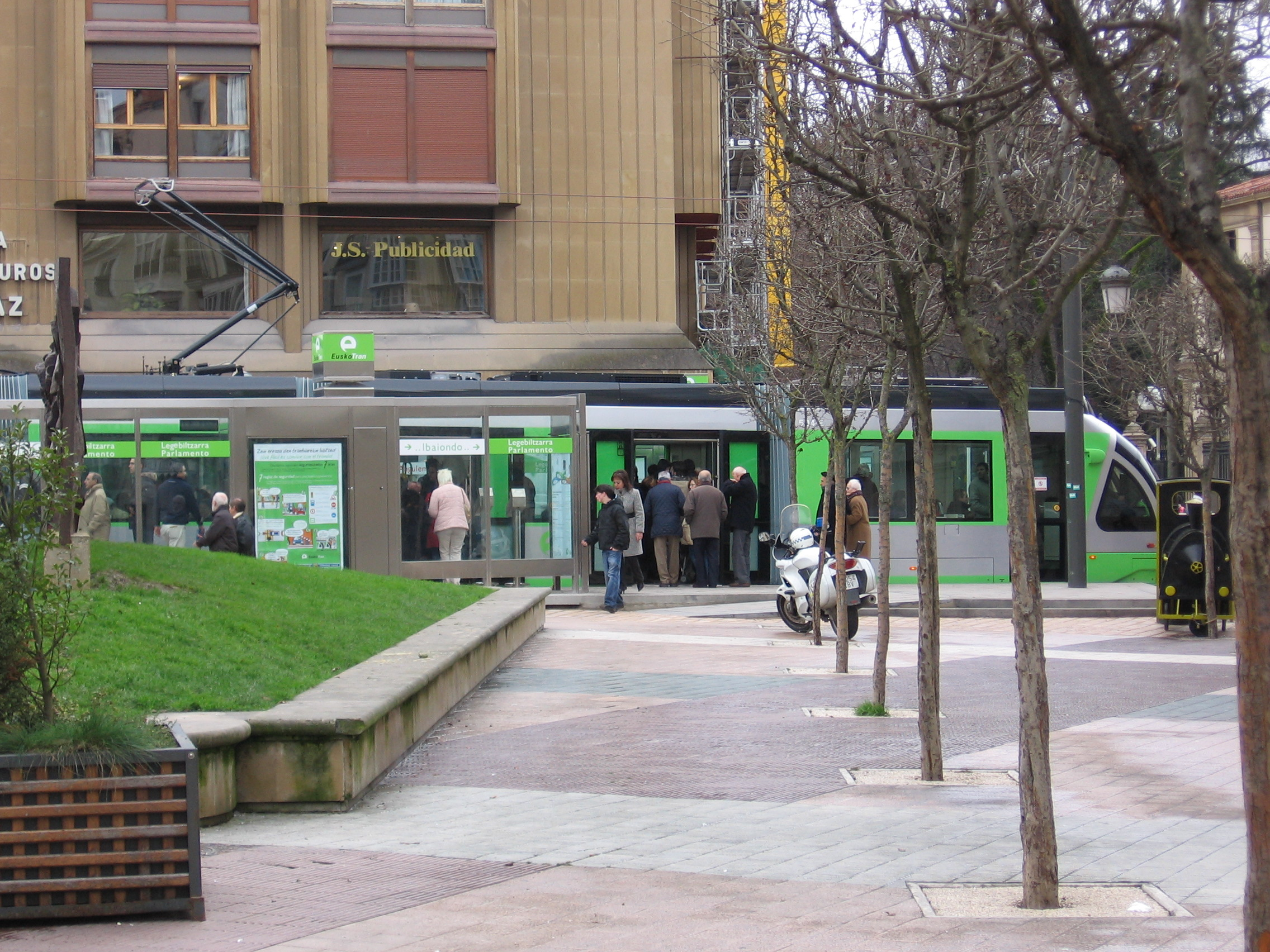
Tramway lors d'un arrêt.

La conception des stations s'est attachée à s'harmoniser avec les différents styles d'architecture présents à Vitoria-Gasteiz.
L'incorporation du tramway comme nouvel élément dans la ville a supposé un grand exercice d'intégration urbaine, mais cette difficulté est en même temps une vertu de ce système de transport, parce que le tramway se transforme un instrument efficace pour la réorganisation urbaine de la ville.
EuskoTran a projeté avec soin l'équipement du tramway, tant du matériel roulant que des éléments statiques, stations et  système d'alimentation électrique.
Les stations partent d'une proposition d'intégration, simple, sans aucune allusion symbolique, pour éviter de contribuer à la pollution urbaine de la capitale.
Conçues pour recevoir des véhicules de 30 m de longueur, les stations ont un quai unique central, ou deux quais latéraux, dont la largeur et l'équipement dépendent de la situation, bien que tous partagent des éléments communs.
Outre la préoccupation esthétique et fonctionnelle, la conception a particulièrement tenu à éviter tout élément superflu ou obstacle architectural pouvant empêcher le passage des personnes handicapées, voitures d'enfants, etc.

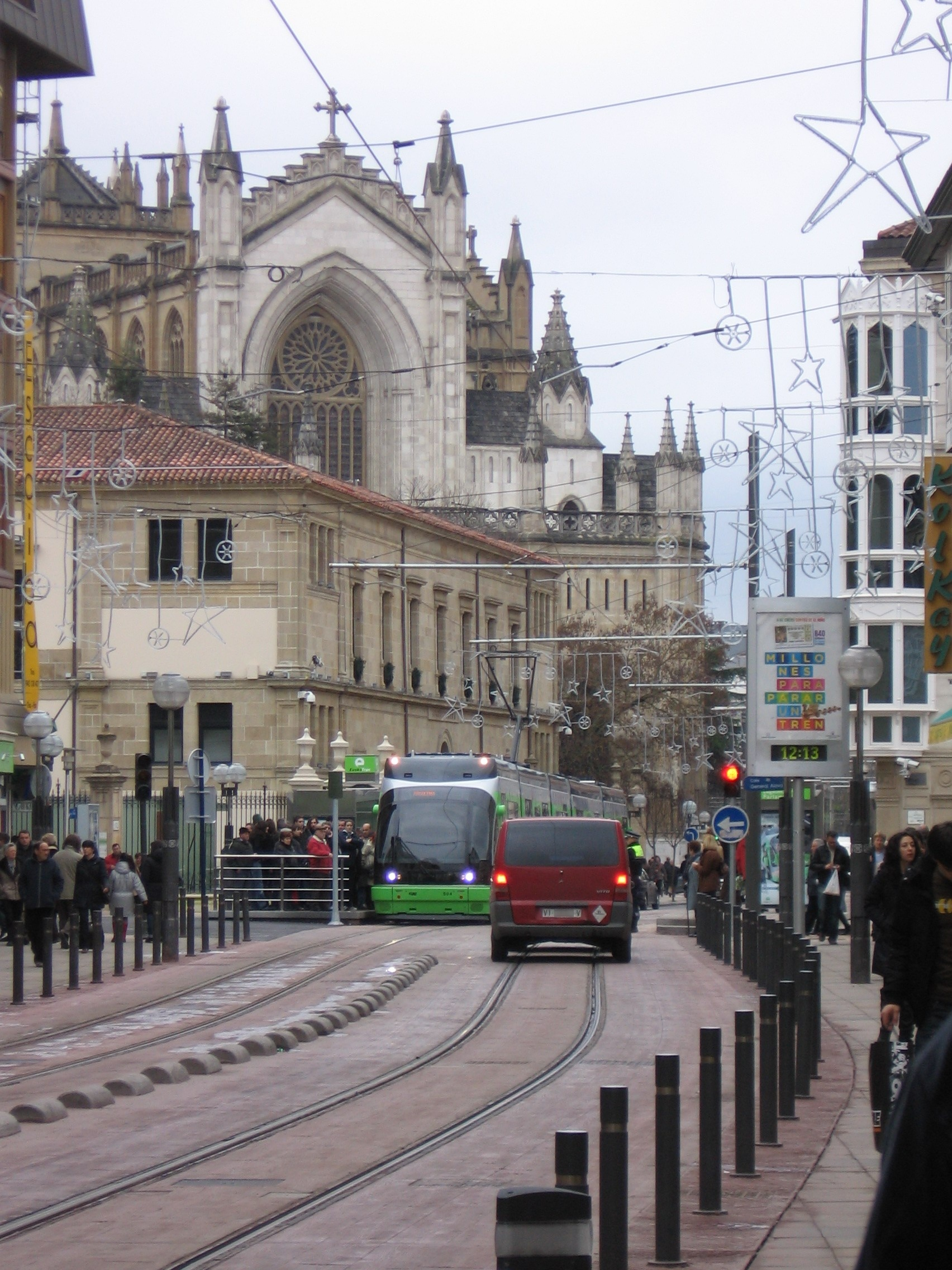
Arrêt du Parlement basque vu depuis la rue Général Alava. Au second plan la nouvelle cathédrale.

Outre tout ce qui est mentionné, dans la conception des stations du Tramway de Vitoria-Gasteiz on a aussi considéré les aspects suivants pour améliorer plus encore l'accessibilité de toutes les personnes : information en Braille dans les arrêts, interphones pour personnes sourdes, hauteur de panneaux informatifs accessibles, machine de vente et annulation pour aveugles avec un "cyberpass" de localisation pour les voyageurs avec des messages en "Mode T" et Braille et double hauteur d'annulation, et finalement, interphones en "Mode T".

#### Le site propre
Les travaux ont consisté à habiliter une plate-forme de béton de 6 m de largeur dans tous les tronçons, à la circulation du tramway de Vitoria-Gasteiz.
La plate-forme est exclusive pour le tramway et est conforme pour les trottoirs. Sous l'asphalte de la totalité des rues des tracés du plan, il existe une couche de béton, qui facilite l'insertion de la structure du tramway. Cette situation réduit le volume de travail d'élévation de l'asphalte, habilite les appuis des voies et leur emplacement. La technique est la même que celle utilisée dans les principales villes d'Europe équipées de tramways. La plate-forme possède aussi quelques intersections avec la chaussée routière, caractérisées par des quadrillages jaunes. La plate-forme peut être recouverte d'asphalte, d'herbe ou de ciment (notamment en centre-ville).

#### La caténaire
La conception de la ligne électrique d'alimentation, la caténaire, évite les câbles en sustentation, pour pallier l'impact visuel et réduire la saturation d'éléments dans le milieu urbain.
La ligne de traction a 750 Vcc (volts de  courant continu) est formée par 2 fils de  cuivre sans soutien, supportée par des portiques  funiculaires de matériel  conducteur de  courant ou par des croisillons  tubulaires  giratoires. Il dispose de "vanos", qui vont de 8 à 50 m, et elle est compensée mécaniquement.
La pose  électrique est ancrée sur quelques façades pour éviter la mise en place de  poteaux dans les rues les plus congestionnées par le  trafic de véhicules et piétons.

## Matériel roulant

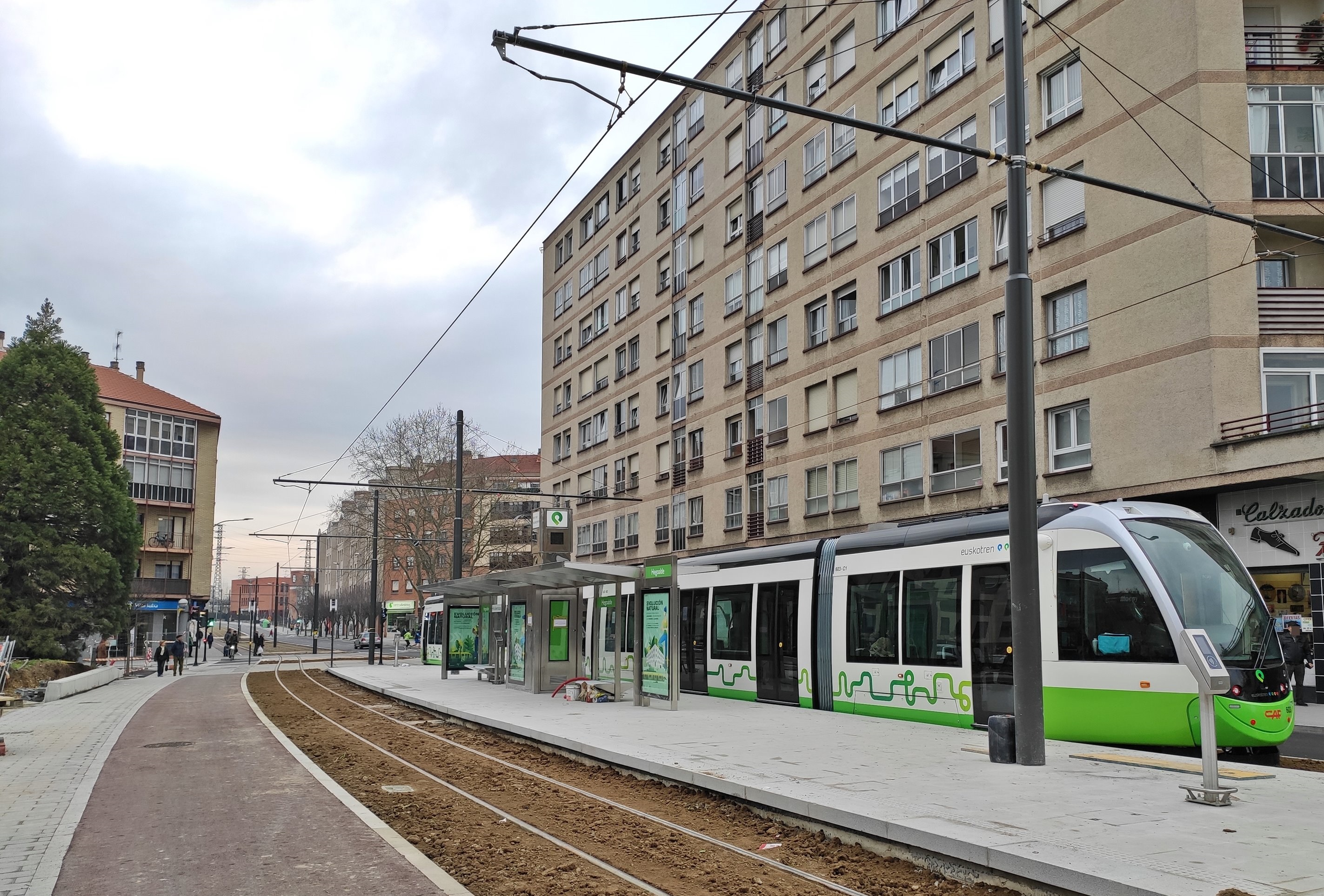
Une rame de type Urbos série 601 à 607

- 11 unités conçues par le constructeur CAF, à plancher bas intégral et pourvues de deux cabines de conduite sont affectées au fonctionnement du réseau. Ces rames sont constituées de 5 éléments et numérotées 501 à 511 et sont livrées en 2008 et 2009  .
- 7 unités sont livrées en 2019 par CAF du type Urbos. Ces rames sont constituées de 5 éléments et numérotées 601 à 607.

### Caractéristiques
- Accès : 6 par côté
  - 4 ont une largeur de 1,30 m (portes doubles)
  - 2 ont une largeur de 0,80 m (portes simples)
- Vitesse maximale : 70 km/h
- Longueur : 31.380 m
- Hauteur : 3.350 m
- Largeur : 2.400 m
- Poids (tare) : 40.100 kg

Ces rames, légèrement plus longues que leur cousines de Bilbao, sont pourvues d'un plancher bas sur toute la longueur de la rame. Cela rend ce moyen de transport accessible aux personnes à mobilité réduite qui disposent de 6 places réservées, regroupées dans une zone spécifique. On peut également signaler l'équipement en interphonie, une sonorisation en "Mode T", d'annonces visuelles et sonores des prochains arrêts et correspondances.Niveau sécurité, on dénombre 11 caméras au total :
- 5 sont situées à l'intérieur
- 6 à l'extérieur.

On rajoute un système antiatrapamiento (?) frontal et lumières stroboscopiques.
On remarque également la présence d'un contraste chromatique des portes, des indicateurs de fermeture, de barres d'ouverture de porte et d'une protection par cellule photo-électrique.

#### La priorité aux feux tricolores
Pour un tramway régulier et rapide, le parcours doit être protégé. Ainsi, en plus d'une circulation en site propre, les tramways sont équipés d'un système de priorité aux feux tricolores, ce qui permet la traversée "sereine" des croisements. Ce système est composé d'une balise émettrice embarquée dans la rame. Et, à l'approche d'un carrefour, la signalisation s'adapte (passage des feux voiture au rouge, par exemple) et permet un passage sans encombre dans le carrefour. Deux exceptions persistent : les embouteillages routiers et les croisements sur les axes routiers majeurs.

### Maintenance

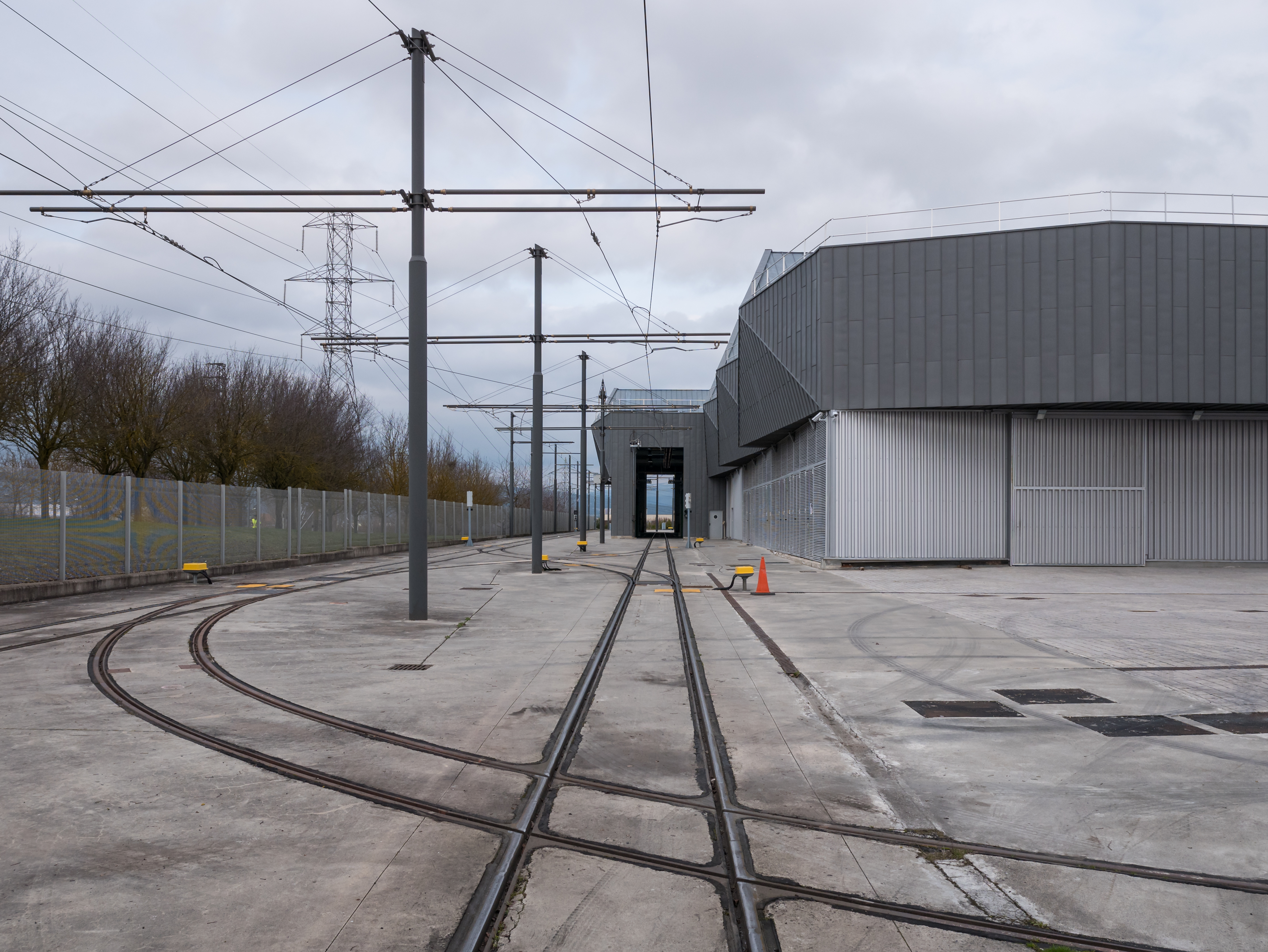
Entrée du centre de maintenance au terminus de Ibaiondo

La maintenance intégrale des rames est effectuée dans un atelier situé au terminus de Ibaiondo et comprenant 9 voies (dont 4 servent aux opérations d'entretien et 5 au garage). Sur ces 4 voies, il y a des passerelles afin d'accéder à la toiture de la rame, l'équipement pour le démontage de bogies, cela étant permis par une fosse sous les véhicules qui permet le tournage des roues sans les démonter. On peut également citer comme équipement le lavage, sablage, cabine de peinture. La maintenance est informatisée grâce au réseau wifi.

## Horaires et tarifs

### Tarification
Transport métropolitain, le tramway pratique des tarifs plus élevés que les autobus urbains. De plus, certains secteurs du nord de la ville se voient imposés d'utiliser le tramway, car une suppression de plusieurs lignes de bus a été effectuée. On distingue 4 catégories tarifaires :
| Formule                                  | Prix          |
| ---------------------------------------- | ------------- |
| 1 voyage                                 | 1,50€         |
| 1 jour                                   | 3 €           |
| Carte BAT                                | 0,55 €/voyage |
| Abonnement mensuel tramway-bus (BAT 30D) | 25 €          |

### Horaires
Le tramway est opérationnel de 06h00 à 23h20. La première heure, les deux dernières heures de circulation, et tout le week-end, la fréquence est de 15 minutes. De 07h00 à 21h00, le temps d'attente maximal est de 12 minutes. La possibilité d'une circulation ininterrompue en week-end est en projet.
Depuis l'inauguration de la branche d'Abetxuko, il y a une rame toutes les 7,5 minutes dans le tronc commun, donc des horaires cadencés au quart d'heure dans les branches.

## Traduction
- (es) Cet article est partiellement ou en totalité issu de l’article de Wikipédia en espagnol intitulé « Tranvía de Vitoria » (voir la liste des auteurs).